# Walter Scheidt
Walter Scheidt (geboren am 27. Juli 1895 in Weiler im Allgäu; gestorben am 9. Juli 1976 in Lindenberg im Allgäu) war ein deutscher Eugeniker (Rassenbiologe) und Anthropologe. Er gilt als Begründer der Familienanthropologie. Unter dem Pseudonym Berchtold Gierer verfasste er auch Trivialliteratur.

## Leben
Scheidt nahm am Ersten Weltkrieg teil. Danach studierte an der Ludwig-Maximilians-Universität München Medizin und Naturwissenschaften bis zur Promotion 1921. Er wurde erster Assistent am Anthropologischen Institut der Universität unter dem Schweizer Rudolf Martin (1864–1925) und habilitierte sich 1923 für Anthropologie. 1928 wurde ihm die Bezeichnung Professor verliehen. Seit etwa 1930 zählte er zum führenden Kreis deutscher Anthropologen. 1933 wurde er als Ordinarius der erste Direktor des neu gegründeten Institut für Rassen und Kulturbiologie der Universität Hamburg. Sein an der Philosophischen Fakultät eingerichteter Lehrstuhl für Rassenbiologie (mit Rassenbiologischem Institut) entstand durch Umwidmung des Lehrstuhls des kurz zuvor emigrierten Ernst Cassirer, der 1929 der erste jüdische Rektor einer deutschen Universität geworden war. Auch nach der Umbenennung 1945 in Anthropologisches Institut wirkte Scheidt dort bis zu seiner Pensionierung 1964.
Scheidt trat bereits in den 1920er Jahren für eine Verbindung von Populationsgenetik, Bevölkerungsgeschichte und Genealogie ein. Scheidt vertrat wie Karl Saller und Friedrich Merkenschlager einen dynamischen Rassenbegriff (im Gegensatz zu dem von Hans Friedrich Karl Günther in dessen 1922 verbreiteter statischen Rassenlehre, die in der nationalsozialistischen Rassendogmatik popularisiert wurde). Seine Mitarbeiter und er selbst führten von 1923 bis 1936 zehn Forschungsprojekte durch. Dazu zählt Scheidts 1932 erschienenes Buch Bevölkerungsbiologie der Elbinsel Finkenwärder vom Dreißigjährigen Kriege bis zur Gegenwart. Von 1926 bis 1927 war Scheidt Herausgeber der Zeitschrift Volk und Rasse. Nach der „Machtergreifung“ der Nationalsozialisten unterzeichnete er am 11. November 1933 das Bekenntnis der deutschen Professoren zu Adolf Hitler. Zu seinen Assistenten am Rassenbiologischen Institut der Philosophischen Fakultät in Hamburg gehörte ab dem 1. Januar 1934 Friedrich Keiter, den Scheidt 1938 der Philosophischen Fakultät als Extraordinarius vorschlug.
Im Gegensatz zu massenstatistischen Erhebungen der auch anthropologisch tätigen Wissenschaftler Rudolf Virchows und Otto Ammons führte Scheidt eine rassenbiologische Untersuchung an begrenzten Bevölkerungsgruppen ein, die zur zentralen Methodik der deutschen Anthropologie wurde. Historisch wird Scheidt als gemäßigter Vertreter der von den Nationalsozialisten institutionalisierten Rassenbiologie eingeordnet sowie als Ausnahmeerscheinung und Sonderling unter den deutschen Rassenhygienikern und -biologen bezeichnet. Einerseits begrüßte er 1935, dass die Rassenbiologie durch den Nationalsozialismus „zur Wirklichkeit Aller“ gemacht wurde, und gab zusammen mit Ernst Dobers Hefte für den rassenbiologischen Schulunterricht heraus. Andererseits machte er ohne Parteibuch Karriere, wahrte Distanz zur Politik und bestand auf seiner Unabhängigkeit als Wissenschaftler. Scheidt lehnte die Erstellung erbgesundheitlicher Gutachten strikt ab, und Scheidts Institut gab als einziges Anthropologisches Institut keine Rassegutachten ab.
Unter dem Pseudonym Berchtold Gierer erhielt er 1941 als völkisch-propagandistischer Schriftsteller für Geschlechter am See den neu gestifteten Wilhelm-Raabe-Preis der Stadt Braunschweig.

## Veröffentlichungen (Auswahl)
Unter dem Namen Walter Scheidt:
- Einführung in die naturwissenschaftliche Familienkunde / Familienanthropologie, 1923, J.F. Lehmann, München.
- Familienbuch. Anleitungen und Vordrucke zur Herstellung einer Familiengeschichte. Lehmann, München 1936.
- Allgemeine Rassenkunde als Einführung in das Studium der Menschenrassen, 1925, J.F. Lehmann, München.
- Kulturbiologie: Vorlesungen für Studierende aller Wissensgebiete, 1930, Fischer, Jena.
- Rassenbiologie und Kulturpolitik (1) Rassenkunde, 1930, Reclam, Leipzig.
- Rassenbiologie und Kulturpolitik (2) Kulturkunde, 1931, Reclam, Leipzig.
- Rassenbiologie und Kulturpolitik (3) Kulturpolitik, 1931, Reclam, Leipzig
- Die politische Sendung der Rassenbiologie. In: Kölnische Zeitung vom 14. August 1933.
- Die Träger der Kultur, 1934, Metzner, Berlin
- Die Lebensgeschichte eines Volkes: Einführung in die rassenbiologische und kulturbiologische Forschung 1934, Hermes, Hamburg.
- Niedersächsische Bauern in der Lüneburger Heide: Lebensgeschichte eines Heidekirchspiels, 1936, Hermes, Hamburg.
- Die Sprachoberfläche der Seele (1): Versuch einer Sprachdeutung für rassenpsychologische Forschungen, 1936, Hermes, Hamburg.
- Die Sprachoberfläche der Seele (2):Die zahlenmäßige Kennzeichnung verschiedener Stile, 1936, Hermes, Hamburg.
- Schriftleiter (1926–1927) von „Volk und Rasse. Illustrierte Vierteljahresschrift für deutsches Volkstum“ Julius Friedrich Lehmann Verlag[14]

Unter dem Pseudonym Berchtold Gierer:
- Tross der Reiter, Berlin: Verl. d. Druckhauses Tempelhof, 1949
- Geschlechter am See, Berlin: Propyläen-Verlag G.m.b.H., 1940
- Die Geige, Berlin: Propyläen-Verl., 1944
- Pallasch und Federkiel, Berlin: Propyläen-Verl., 1939